# Kókay Szabolcs
Kókay Szabolcs (Budapest, 1976. február 18.–) magyar természetfestő és illusztrátor.

## Élete
Gyermekkora óta készített rajzokat, és érdekelte a természet, kezdetben elsősorban a madarak. Komolyabban csak 1996-ban kezdett el állatokat rajzolni. Az 1996 és 2001 közötti időszakban a magyar természetvédelemben dolgozott, először a Magyar Madártani és Természetvédelmi Egyesületben, majd a Természetvédelmi Hivatalban, ahol a Washingtoni Egyezmény (CITES) végrehajtásában látott el feladatokat. 2001 óta főállású illusztrátorként, természetfestőként dolgozik. Képzőművészeti iskolát nem végzett, minden tudását autodidakta módon szerezte meg.

## Munkássága
Kezdetben akrilfestékkel dolgozott, melyről 2005 körül fokozatosan áttért az akvarellre, gouache-ra (művésztempera) és az olajra. Sokat dolgozik terepen, hogy képeihez közvetlen megfigyeléseit használja föl. Rendszeresen részt vesz nemzetközi természetfestő pályázatokon, kiállításokon. Többször szerepelt a Society of Wildlife Artists londoni kiállításán, valamint az amerikai Leigh Yawkey Woodson Art Museum "Birds in Art" kiállításán. A 2001 óta évente megrendezésre kerülő Tatai Vadlúd Sokadalom aktív résztvevője és a 9. alkalommal 2009-ben szervezett rendezvény a látogatók és a vadludak számát tekintve is csúcsokat döntögetett. A sokadalom egyik látványossága volt a festőtársaival Zsoldos Mártonnal és Stefan Boenschel 2008-ban elkezdett nagyméretű életkép festése, melynek befejezését 2010-re a jubileumi 10. alkalomra tervezik.

### Publikált munkái
- 2000- A Madártávlat magazin madárhatározási rovata
- 2001-2006 A Környezetvédelmi és Vízügyi minisztérium Természetvédelmi Hivatalának gondozásában megjelent "Védett madaraink" 5 részes plakátsorozat
- 2001 Útmutató hazai állóvizeink növény- és állatvilágához (szerkesztő: Ereifej Laurice)[3]
- 2003 A Birders' Guide to the Behaviour of European and North American Birds (szerző: Michl Gábor)[4]
- 2004 Woodpeckers of Europe (szerző: Gerard Gorman)[5]
- 2004 A Hortobágy madárvilága (szerkesztő: Ecsedi Zoltán)[6]
- 2005 La nature sous son toit (szerző: Jean-François Noblet)[7]
- 2006 Guide des curieux de nature en ville (szerző: Vincent Albouy)[8]
- 2006 Birding in Eastern Europe (szerző: Gerard Gorman)[9]
- 2008 Poisons et venins dans la nature (szerző:  Denis Richard)[10]
- 2009 Guide du pisteur débutant, Reconnaitre les traces et les empreintes d'animaux sauvages (szerző: Vincent Albouy)[11]
- 2009 Birds of Borneo (szerző Susan Myers)[12]

### Elismerései
- 2000, British Birds "Bird Illustrator of the Year" PJC Award
- 2001, 2002,  British Birds "Bird Illustrator of the Year" 3. helyezett
- 2008, Birdwatch Artist of the Year
- 2011, Chernel István-emlékérem

### Galéria

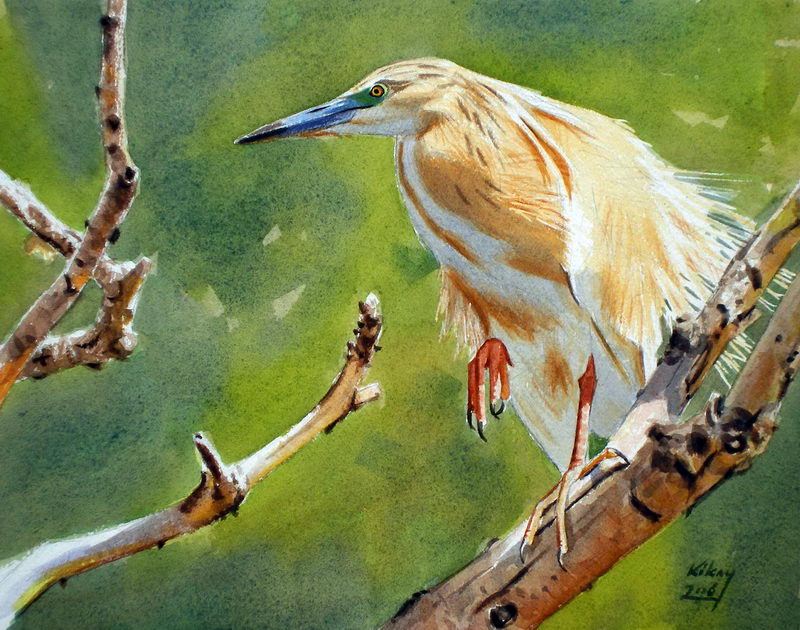
Üstökösgém (akvarell papíron)
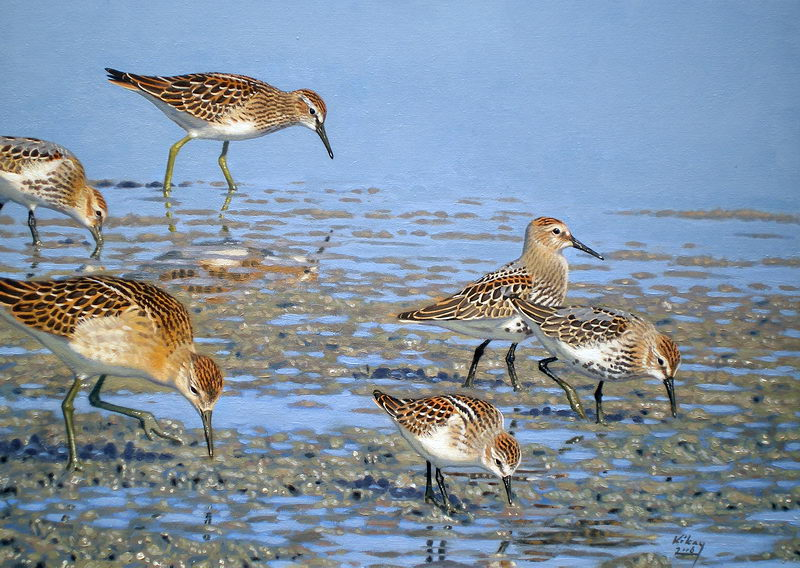
Fiatal partimadarak (olaj kasírozott vásznon) ez a kép elnyerte a Birdwatch Artist of the Year díját
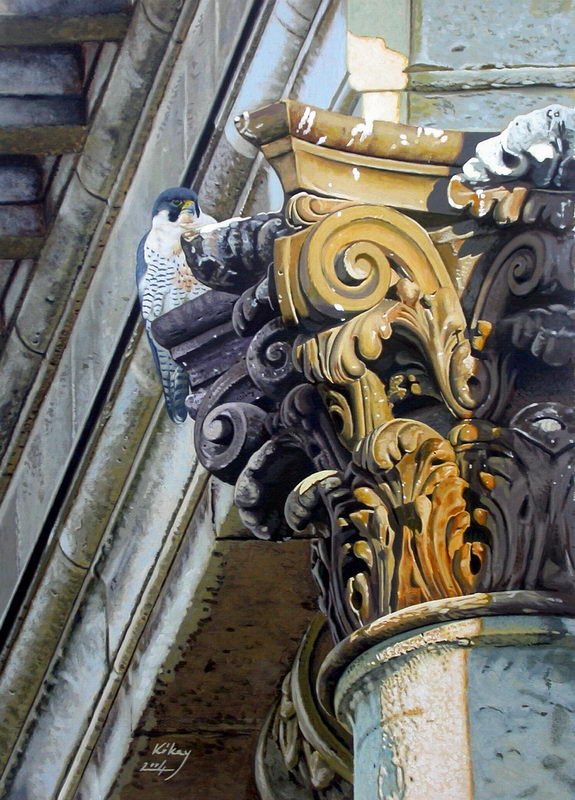
Vándorsólyom a Szent István-bazilikán (akril papíron)
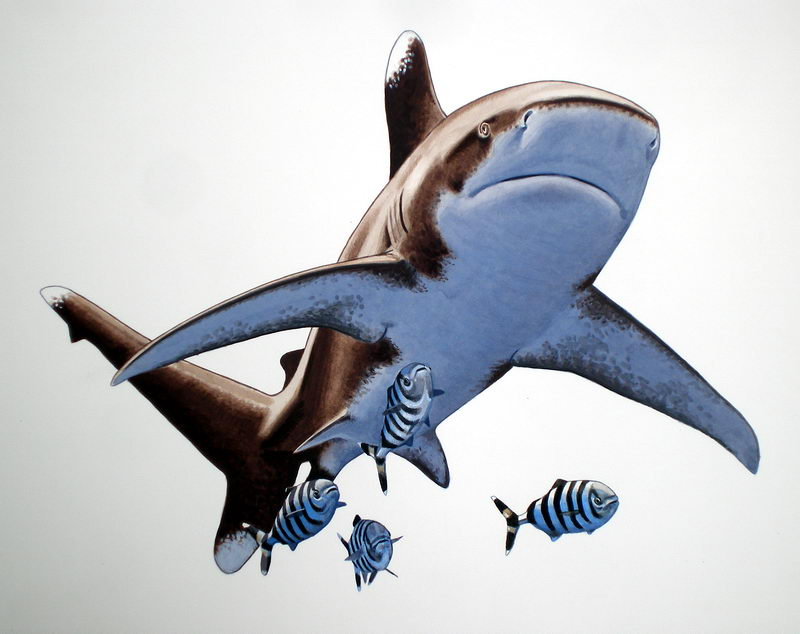
Óceáni fehérfoltú cápa kalauzhalakkal (akvarell és gouache papíron)
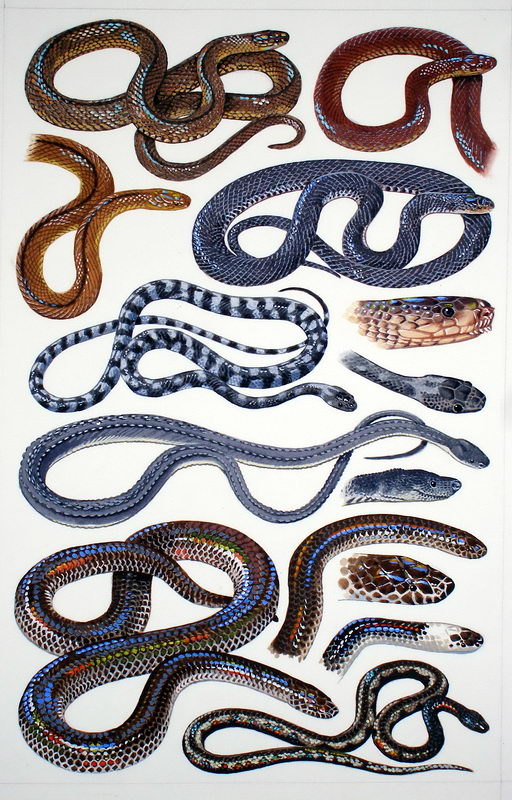
Délkelet-ázsiai siklófajok (akvarell és gouache papíron)
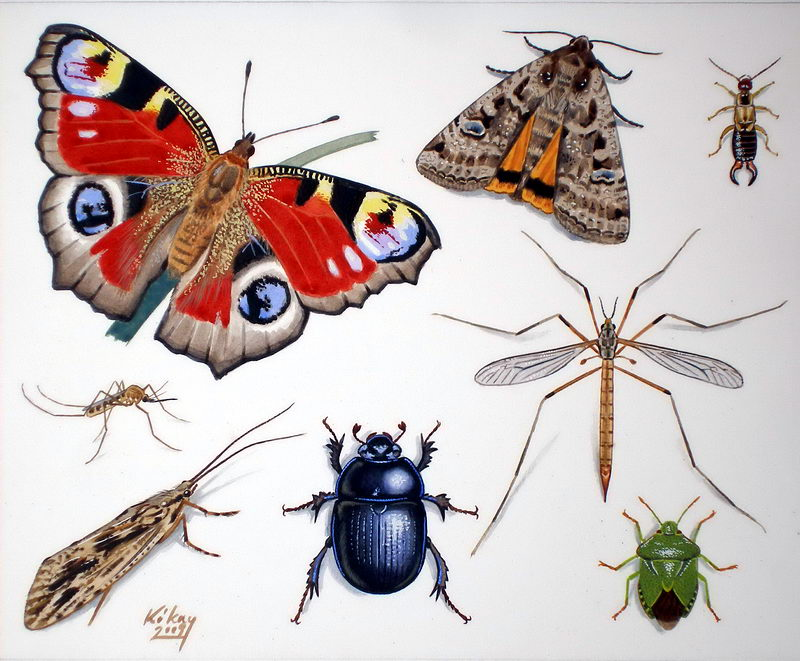
Denevérek étlapján szereplő ízeltlábúak (akvarell és gouache papíron)
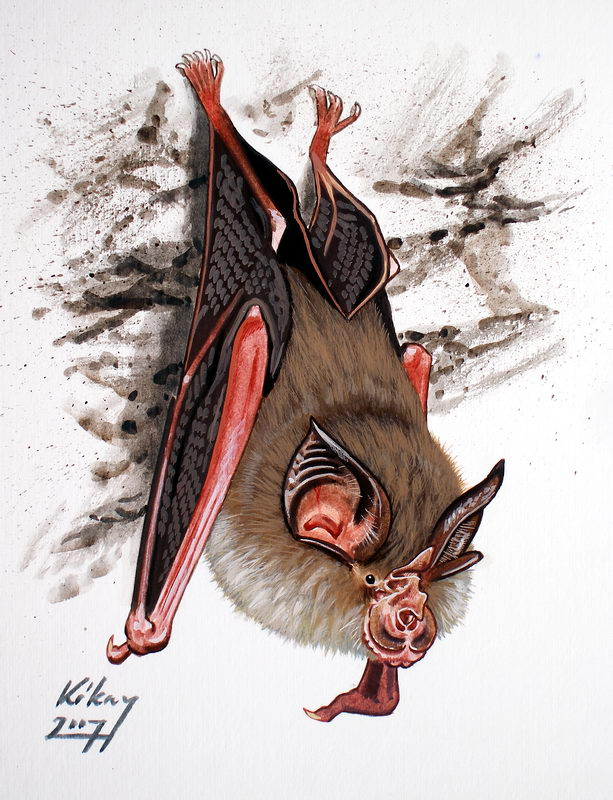
Kis patkósdenevér  (gouache papíron)
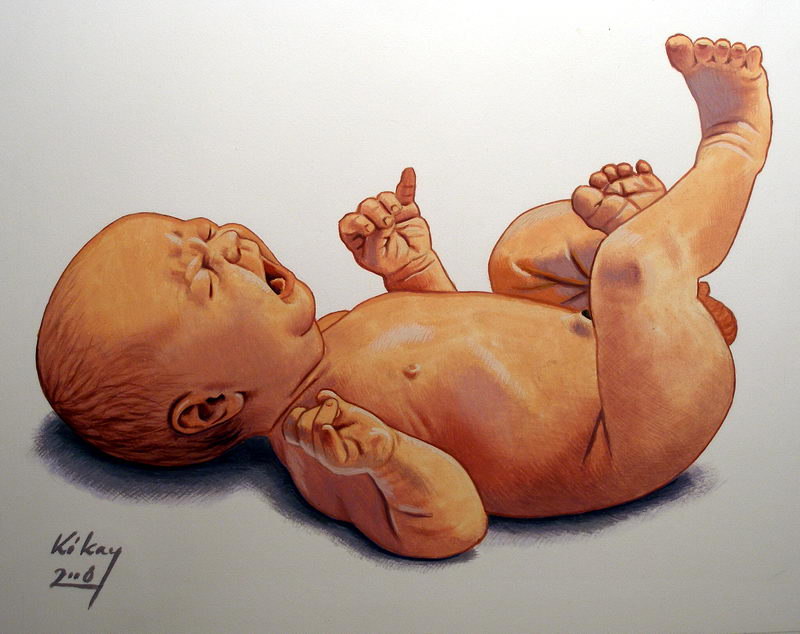
Újszülött csecsemő (akvarell és gouache papíron)